# Marsha Haefner
Marsha Haefner (nacida el 8 de julio de 1951) es una política estadounidense. Es Miembro de la Cámara de Representantes de los Estados Unidos en Missouri, sirviendo desde su primera elección en 2010. Es miembro del Partido Republicano.

## Primeros años, educación y carrera profesional

### Primeros años
Haefner nació en Webster Groves, Missouri, un suburbio de St. Louis, Missouri. Haefner asistió a las escuelas públicas de Webster Groves hasta su graduación en la escuela secundaria, luego asistió al Meramec Community College antes de graduarse en la Universidad de Misuri, Columbia, con una licenciatura en Parques y Recreación.

### Familia
Mientras asistía a la Universidad de Misuri, Haefner conoció a su futuro esposo, Greg Haefner, miembro de Marching Mizzou. Los dos se casaron después de graduarse y se mudaron a Pensacola, Florida, donde Greg se entrenó como Oficial de Vuelo Naval. Durante los siguientes cinco años, se mudaron nueve veces, incluyendo una asignación a la base de Brunswick, Maine y dos despliegues a Rota, España y las Islas Azores. Después de su servicio naval, regresaron a Oakville para trabajar y criar a sus tres hijos.

### Espíritu empresarial
Junto con su esposo, Marsha posee y opera un pequeño negocio. A principios de la década de 1980, los dos abrieron Haefner's Greenhouses y rápidamente se convirtieron en un proveedor mayorista líder en el área de St. Louis. Con el paso de los años, su pequeña empresa ha empleado a más de 1000 residentes locales a lo largo de 37 años en el negocio. La pareja también opera una instalación en crecimiento en House Springs y un centro de jardinería ubicado en Telegraph Road en Oakville, Missouri.

## Cargos públicos

### Cámara de Representantes de Missouri
Haefner comenzó a servir en la Cámara de Representantes de Missouri en el año 2010, después de derrotar al demócrata Andrew Spavale. Actualmente representa al Distrito 95 y sirve como Presidenta del Comité de Revisión Fiscal. También es miembro del Comité de Ética y del Comité Mixto de Política Tributaria, entre otros.

#### Funciones de los comités
- Revisión Fiscal (Presidente)
- Presupuesto
  - Subcomité de Asignaciones - Salud, Salud Mental y Servicios Sociales
- Ética
- Política de salud y salud mental
- Comité Mixto sobre Abuso y Negligencia contra los Niños
- Comisión Mixta de Investigación Legislativa
- Comité Mixto de Política Fiscal

#### Patrocinio legislativo
Durante su mandato en la Cámara de Representantes de Missouri, Haefner ha patrocinado varios proyectos de ley importantes que van desde cuestiones relativas a la reforma de la asistencia social hasta leyes de protección de la infancia. Algunas de sus principales piezas de legislación incluyen:
- HB 1491 Reporte de Abuso y Negligencia Infantil
- HB 2202 Evidencia (aprobada en la ley como una enmienda a la HB 1562)
- HB 640 Modifica la Exención de SNAP (aprobada como enmienda a la SB 24)
- HB 1795 Modifica las Disposiciones Relativas a los Programas de Asistencia Pública (aprobada como una enmienda en SB 607)

### Campaña potencial para el Senado de EE.UU.
Haefner está considerando una candidatura para el escaño en el Senado de los EE. UU. que actualmente ocupa Claire McCaskill después de recibir el apoyo de la republicana Ann Wagner (MO-02).

## Premios y distinciones
- St. Louis Business Journal: Premio Legislativo, 2013 y 2014
- Premio Missouri Kids First: Standing with Children, 2014
- St. Louis Children's Hospital: Abogado Estatal del Año, 2014
- Asociación Nacional de Enfermedades Mentales: Legislador Destacado, 2015
- Asociación de Centros de Rehabilitación de Missouri: Legislador del Año, 2015
- Behavioral Health Network: Liderazgo sobresaliente, 2015
- Asociación de Lesiones Cerebrales: Legislador del Año, 2015
- Missouri Coalition of Children's Agencies: Campeón de Bienestar Infantil, 2015
- Fundación para la Rendición de Cuentas del Gobierno: Legislador Nacional del Año, 2015
- Coalición de Missouri: Liderazgo en Salud Mental, 2015
- Mental Health America: Campeón de Salud Mental y Tratamiento de Adicciones, 2016
- Fundación para la Rendición de Cuentas del Gobierno: Campeón Nacional de Oportunidad 2016
- Hospital Infantil Cardinal Glennon: Premio Vagón de Cristal, 2016

## Apoyos
- Cámara de Comercio de Missouri
- Federación Nacional de Empresas Independientes
- Asociación Nacional del Rifle
- Derecho a la Vida en Missouri

## Historial electoral
| Partido | Partido     | Candidato      | Votos  | %     |
| ------- | ----------- | -------------- | ------ | ----- |
|         | Republicano | Marsha Haefner | 12.905 | 63,0% |
|         | Democrático | Glenn Koenen   | 7.565  | 37,0% |

| Partido | Partido     | Candidato      | Votos  | %      |
| ------- | ----------- | -------------- | ------ | ------ |
|         | Republicano | Marsha Haefner | 10.150 | 100,0% |

| Partido | Partido     | Candidato      | Votos  | %     |
| ------- | ----------- | -------------- | ------ | ----- |
|         | Republicano | Marsha Haefner | 11.920 | 59,8% |
|         | Democrático | Joe Zelle      | 8.025  | 40,2% |

| Partido | Partido     | Candidato              | Votos | %     |
| ------- | ----------- | ---------------------- | ----- | ----- |
|         | Republicano | Marsha Haefner         | 9.593 | 64,3% |
|         | Democrático | Andrew Spavale         | 5.072 | 34,0% |
|         | Conservador | Lewis, Randall (Randy) | 256   | 1,7%  |